# 브래스드 오프
브래스드 오프(Brassed Off)는 1996년 개봉한 영화이다.

## 줄거리
1990년대 중반, 영국 탄광촌의 폐광 위기를 배경으로, 광부들로 이루어진 브라스 밴드가 겪는 어려움을 그린 영화다. 글로리아는 탄광의 수익성을 평가하기 위해 고향에 돌아오지만, 동시에 플루겔혼 연주자로서 지역 브라스 밴드에 합류한다. 그녀는 밴드 단원들에게 자신의 진짜 목적을 숨긴 채, 어린 시절 연인이었던 앤디와 다시 가까워진다. 앤디는 탄광 폐쇄에 반대하며 싸우려 하지만, 현실적인 상황을 인지하고 있고, 곧 탄광 폐쇄가 결정될 것이라고 예상한다.
글로리아가 탄광 관리자 측 사람이라는 사실이 밝혀지면서 앤디는 그녀를 비난하고, 탄광 폐쇄 결정은 이미 오래전에 내려졌다는 사실이 드러난다. 밴드 지휘자 대니는 밴드 유지를 위해 고군분투하지만, 아들 필은 빚 때문에 힘든 시간을 보내고 가족까지 떠나자, 결국 정신적으로 무너진다. 필은 빚 때문에 해고 보상금에 찬성표를 던졌다는 사실에 수치심을 느껴 자살을 시도한다. 대니는 밴드가 해체를 결정했다는 소식을 듣고 실망한다.
밴드 단원인 짐은 글로리아와 앤디의 관계를 못마땅하게 생각하고, 글로리아가 밴드를 돕기 위해 돈을 모으는 것을 비웃는다. 밴드는 병원 앞에서 밤늦게 마지막 연주를 하고, 탄광 폐쇄 투표에서 예상대로 해고 찬성이 압도적으로 많게 나온다. 하지만 글로리아가 자신의 보고서 작성을 통해 얻은 돈을 밴드에 기부하면서, 밴드는 다시 뭉쳐 전국 결승전에 참가하기로 한다.
결승전에서 밴드는 멋진 연주로 우승을 차지하지만, 대니는 트로피를 거부하며 정부의 탄광 산업 파괴를 비판한다. 그럼에도 짐은 트로피를 챙기고, 밴드원들은 함께 기뻐한다. 앤디와 글로리아는 런던을 여행하며 사랑을 확인하고, 대니는 밴드와 함께 엘가의 ‘위풍당당 행진곡 1번’을 연주하며 영화는 마무리된다. 영화는 폐광으로 희망을 잃은 탄광촌 사람들의 이야기와 함께, 브라스 밴드 음악의 힘, 그리고 지역 사회의 연대감을 보여준다.

## 출연
- 이완 맥그리거
- 타라 피츠제럴드
- 피트 포슬스웨이트
- 케네스 콜리

## SBS 성우진 (2002년 11월 22일)
- 김기현 - 대니(피트 포슬스웨이트)
- 안지환 - 앤디(이완 맥그리거)
- 박소라 - 글로리아(타라 피츠제럴드)
- 온영삼
- 한상혁
- 이영주
- 김정호
- 윤병화
- 신상숙
- 김윤미
- 김관진
- 홍승표

## 같이 보기
- 풀 몬티
- 빌리 엘리어트
- 런던 프라이드 (영화)